# 사회안전군
사회안전군(社會安全軍)은 다양한 국내 치안 임무 및 국경 경비 임무를 수행하는 북한의 준군사조직 부대이다. 이 조직은 11,000명에서 140,000명까지의 병력을 보유하고 있다.

## 조직
평시에는 주요 법집행기관인 사회안전성의 지휘하에 있지만, 유사시에는 정규군에 편입되기 때문에 다른 나라의 국경경비대보다 더 중무장을 하고 있다. 사회안전군 사령관은 사회안전성 제1부상을 겸직하고 있으며, 한때 리태철이 그 직을 맡았다.

## 역사
사회안전군의 뿌리는 1947년 제38경비대를 계승한 내무성 제5국을 창설하면서 시작됐다. 1962년 10월 사회안전성이 분리되면서 조선인민경비대(朝鮮人民警備隊)가 창설되어 그 산하에 배치되었다. 1980년대에 조선인민경비대의 업무가 국가안전보위부로 이관되었고, 1996년 10월 국경경비대의 업무가 국방성의 전신인 인민무력성으로 이관된 것으로 알려졌다. 2010년 조선인민경비대가  조선인민내무군(朝鮮人民內務軍)으로 변경되어 인민보안부에 속하게 되었다. 로동신문은 2020년 6월 28일 '사회주의 건설의 당면 목표'라는 제목의 기사에서 '사회안전군'이라는 명칭을 내걸고 "사회안전군이 수령보위, 제도보위, 인민보위의 숭고한 사명과 임무를 훌륭히 수행해나가야 한다"고 밝혔다.

## 임무
사회안전군은 군사분계선, 국경, 해안을 경비하는 임무를 비롯해 정부 청사, 중앙위원회, 영변 핵시설, 발전소, 방송시설 등 주요 전략시설을 경비하는 임무를 맡은 것으로 알려졌다.

## 같이 보기
- 조선민주주의인민공화국의 경찰
- 조선인민군
- 붉은청년근위대
- 사회주의애국청년동맹
- 로농적위대